# -heim
-heim ist ein häufiger Bestandteil von Ortsnamen. Er bezieht sich oft auf die Wohnstätte einer namentlichen Person oder weist auf einen sachlichen Zusammenhang hin. Am Niederrhein im altfränkischen Mundartraum wurde die Endsilbe oft zu „-um“ abgeschliffen (z. B. Bockum statt Bockheim).

## Namenkunde
Der typische Heim-Ortsname besteht in der Regel aus Personenname mit Genitivendung und heim, ‚Siedlung, Ansitz, Wohnort‘ – als rechtlicher Begriff des Wohnrechts siehe Heimat – und gibt damit einen Hinweis auf frühe Personennamen der einnamigen Schichten.
Beispiel: Gaisbot + es + heim = Gabsheim, frühe Schreibungen Caisbotesheim, Keisbotesh(eim), Gesbotsheim, Cheisbotesheim (Lorscher Codex)
Daneben finden sich auch Formen Stätte der Tätigkeit + heim, und Flur + heim
Kirchheim, Bergheim
Ortsgründungen mit der Namensendung -heim sind typisch für Siedlungsgründungen im Zuge der fränkischen Landnahme, die im späten 5. bis 7. Jahrhundert stattfand, und den anschließenden Erweiterungen des Frankenreiches auf Bayern und später Österreich und Sachsen bis zum 9. Jahrhundert.
Da die Grundwörter im Laufe der Geschichte oft bis zur Unkenntlichkeit verschliffen wurden (z. B. zu -em, -en, -um, -om), sind sie von Suffixen zum Teil nicht mehr zu unterscheiden, so dass in vielen Fällen nur die ältesten urkundlichen Belege eine sichere Zuordnung erlauben.

## Namensvarianten
- -heim, -heimen, -heym, -haim, -haimen
- -ham, -am, -kam (oberdeutsch)
- -hem, -em (niederdeutsch, niederrheinisch)
- -um (friesisch, niederdeutsch, niederrheinisch)
- -om (lothringen)

## Verbreitung
Als Ortsname im Südwesten und Westen des deutschen Sprachraums.
- Zentren der Form heim liegen im Ruhrgebiet und am Niederrhein (Region), dem ganzen Rheingebiet von Basel bis in den Frankfurter Raum – eine nördliche Gruppe von Bingen bis Landau (Pfalz[4][5] und Vorderpfalz) und eine südliche im Elsass von Hagenau bis Basel – und den Untermain bis in die Wetterau, am Mittelmain um Würzburg, um Heilbronn und Stuttgart, im Quellbereich der Donau auf der Alb, um Ulm und Augsburg, im Donauried und der Ries[6], auf der Fränkischen Alb im Raum Nürnberg und um Landshut, sowie im Harz – Streufunde in diesem ganzen Raum

Offensichtlich sind oft Ortsnamen auf -um Latinisierungen von Ortsnamen auf -em (aus -heim), wie man heute noch auf Sylt sieht. Dort haben nämlich die auf -um ausgehenden hochdeutschen Ortsnamen auf Friesisch heute noch die Endung -em, wie Hörnum = Hörnem, Morsum = Muasem, Tinnum = Tinem. Da man auf Latein schrieb und nicht auf Friesisch, konnte man die Namen so deklinieren. Ebenso wohl auch bei Bochum. Vgl. dazu Mannheim, welches im Dialekt Mannem heißt.
- Die Form (h)am konzentriert sich im Oberbayerischen südlich von München, den unteren Inn bis Passau und im Innviertel über den Hausruck bis in das Salzkammergut und markiert den frühen baiuwarischen Kernsiedlungraum. Vgl. auch englische Ortsnamen wie Birming-ham (aus Beormaham = Heim der Sippe des Beorma).
- um findet sich in Friesland, am Niederrhein (NRW), am Unterrhein zwischen Gouda und Arnhem, in Limburg sowie ebenfalls am Harz nördlich der heim-Formen mit einer Häufung zwischen Wolfenbüttel und dem Elm – Streufunde im ganzen Nordosten
- die (h)em-Formen sind verbreitet in Flandern, Brabant, Limburg und Nord-Pas-de-Calais.

Daneben finden sich einige Orte auch in Norwegen, den Niederlanden und England.

## Beispiele
Folgende Beispiele zeigen typische frühe Personennamen:
Algolsheim (Agolf), Andolsheim (Andolf), Arnheim (Arno), Artzenheim (Azzo), Baldersheim (Baldur), Dittenheim (Tito), Egisheim (Egis), Heidenheim (Heido), Mannheim (Manno), Marckolsheim (Marko), Meinheim (Meino, Megino), Sammenheim (Sammo)
Bildungen auf Stätten von Beruf und anderen Tätigkeiten (indirekter Berufsname):
Kirchheim, Sennheim, Mühlheim
Bildungen mit Flurformen:
Auenheim, Bergheim, Bolheim, Bruchheim (Bréhain), Talheim, Wertheim (von Wurt, künstlicher Hügel)
In Personennamen als Herkunftsnamen sind die Formen oft bis zur Unkenntlichkeit entstellt:
Gebetshammer (zu Gebhardsheim), Herkommer (zu Herkheim), Krauthahn (zu Kreutheim) oder Arnim (zu Arnheim).